# Крафт-Лорцинг, Альфред
Альфред Крафт-Лорцинг (нем. Alfred Krafft-Lortzing; 10 апреля 1893, Бреслау — 14 мая 1974, Брауншвейг) — немецкий оперный певец (тенор) и актёр. Сын дирижёра и композитора Карла Крафт-Лорцинга, правнук Альберта Лорцинга.
Дебютировал на оперной сцене в 1913 году в Штайре, затем выступал в театрах Дортмунда (1915—1916), Аугсбурга (1916—1917) и Карлсруэ (1917—1918). В дальнейшем в большей степени выступал в оперетте, в том числе в Мюнхене (1918—1921), Кёльне и берлинском Театре на Ноллендорфплац. В дальнейшем многие годы работал в Брауншвейге, в том числе как директор театра оперетты.
Основные роли и партии Крафт-Лорцинга — Айзенштайн в «Летучей мыши» Иоганна Штрауса (сына), Пьетро в «Бокаччо» Франца фон Зуппе, Базилио в «Свадьбе Фигаро» и т. п.
В 1920-е гг. сыграл в трёх немых кинофильмах, в том числе в «Старом законе» Э. А. Дюпона (1923).